# رد استار لاین
رد استار لاین (انگلیسی: Red Star Line) شرکت کشتیرانی آمریکایی است، که در سال ۱۸۷۱ تأسیس شد.